# فرار مرگبار
فرار مرگبار فیلمی به کارگردانی تورج منصوری و نویسندگی تورج منصوری، اکبر یوسفی نجف آبادی محصول سال ۱۳۷۴ است.

## خلاصه داستان
رضا پس از عملیات شناسایی، اسیر دشمن می‌شود و تحت شکنجه قرار می‌گیرد. سپس او را به زندانی می‌فرستند که جمعی کرد ناراضی در آنجا نگهداری می‌شوند. در این زندان، زندانیان را تحت آزمایش میکروبی قرار می‌دهند. رسول که یک پزشک کرد و هم سلول رضا است، او را معالجه می‌کند. آن دو در شرایط خاصی موفق به فرار می‌شوند و از راه کویر به کردستان عراق می‌روند و در آنجا با شیخ عدنان که یکی از رهبران مبارز کرد است، قرا آزاد ساختن زندانیان را از این زندان مخوف می‌گذارند…

## بازیگران
- داریوش ارجمند
- فریبرز عرب نیا
- ژاله صامتی
- محمد صادقی
- حسین خانی بیک
- علی نظری
- پیمان شریعتی
- قربان نجفی
- رحمان حقیقی
- داوود آسترکی
- رضا منصوری
- مجید علی‌زاده
- احمد کرم لو
- یداله فهیمی
- رحیم حقیقی
- رضا آسترکی
- رضا عابدینی
- مهران تاجیک
- عباس معروفی
- سیدمحسن خرم دره
- محمدصدیق مرادزاده
- بهروز پیروزیان